# Эверт, Ангелос
Ангелос Эверт (греч. Άγγελος Έβερτ; 10 апреля 1894, Афины — 30 декабря 1970, Афины) — греческий офицер полиции. В период германо-итало-болгарской оккупации Греции (1941—1944) возглавлял под немецким контролем полицию Афин, наладив одновременно контакты с британскими службами и эмиграционным греческим правительством.
За участие в спасении большого числа евреев, был признан впоследствии израильским Институтом Катастрофы и героизма «Яд ва-Шем» Праведником мира.
Однако в греческой историографии, кроме его коллаборационизма, более всего и чаще всего отмечается тот факт, что после освобождения греческой столицы (октябрь 1944), А. Эверт был человеком, давшим непосредственный приказ к расстрелу демонстрации сторонников Национально-освободительный фронта, который спровоцировал бои городских отрядов Народно-освободительной армии с объединёнными силами британской армии, бывшими коллаборационистами, включая городскую полицию А. Эверта, и прибывшими в Грецию частями эмиграционного правительства.

## Начало полицейской карьеры
Ангелос Эверт родился в Афинах в семье баварца майора греческой жандармерии Мильтиада Эверта. Учился юриспруденции в Афинском университете. В сентябре 1915 года вступил в жандармерию, где учился в школе младших лейтенантов жандармерии, которую окончил в этом звании в январе 1920 года.
Девятью годами позже, в 1929 году, был переведен в только что созданное «командование полиции Афин».
На этом посту был активен в борьбе против рабочих профсоюзов и коммунистов.
В 1933 году лично руководил налётом полиции на «Объединённый рабочий центр Афин» (Ενωτικό Εργατικό Κέντρο Αθήνας), вынудив около 200 рабочих и студентов запереться в «Центре» и оказать сопротивление. В последовавших столкновениях полиция применила и огнестрельное оружие, десятки рабочих и студентов были арестованы и предстали перед судом по статьям «Принадлежность к компартии» и «сопротивление властям».

## Во время Второй мировой войны
С началом греко-итальянской войны 28 октября 1940 года, заключённые коммунисты попросили своей отправки на фронт, в чём им однако было отказано.
Греческая армия отразила итальянское вторжение и перенесла военные действия на территорию Албании.
6 апреля 1941 года Гитлеровская Германия пришла на помощь итальянцам, вторгшись в Грецию с территории союзной ей Болгарии.
Даже с приближением немецких войск заключённые коммунисты не были освобождены и, как правило, передавались немцам охранявшими их греческими жандармами и полицейскими.
Оценив что коммунисты потенциально будут основными организаторами сопротивления и зная о антикоммунистической ориентации греческой жандармерии и полиции, немецкие оккупационные власти приняли решение сохранить для соблюдения порядка полицейские структуры в стране, произведя некоторое сокращение персонала и его частичное разоружение.
А. Эверт был оставлен на посту главы столичной полиции с одобрения оккупационных властей. Можно только предполагать[нужна атрибуция мнения], что кроме его антикоммунизма, не последнюю роль в этом решении сыграло и его баварское происхождение.
Он оставался на это посту в течение всего периода оккупации, утверждая впоследствии что это было сделано с согласия Π. Канеллопулоса ставшего в 1945 году премьер-министром страны. Эверт действительно оказал содействие Канеллопулосу и его жене, с тем чтобы они покинули страну и добрались до Египта.
Одной из первых акций А. Эверта был арест студентов возложивших венок к памятнику Неизвестному солдату в годовщину греко-итальянской войны, чей символический акт вызвал ярость итальянских оккупантов.
Впоследствии А. Эверт утверждал что он был связан с Греческим Сопротивлением и британскими службами, где ему были даны кодовые псевдонимы «Otto» и «Skylark number one».
Последнее находит отражение в книге его сына.
Известна также его деятельность по выдаче время от времени фальшивых документов офицерам, связанным с эмиграционным правительством.
В частности в 1942 году он снабдил И. Цигантеса, руководителя организации «Мидас», фальшивым удостоверением офицера полиции. В ответ на это Цигантес послал в Каир рапорт, восхваляющий Эверта, который включил в свою книгу П. Канеллопулос. Используя удостоверение офицера полиции, Цигантес свободно передвигался по городу и снимал квартиры одну за другой, пока 14 января 1943 года итальянское подразделение не окружило его убежище. В последовавшем бою Цигантес погиб, успев убить 2-х карабинеров:601. Этот и подобные случаи вызвали подозрения оккупационных властей и в июле 1943 года Эверт был смещён, но вскоре вновь был возвращён на свой пост.
В марте 1943 года и после всеобщей забастовки, по инициативе Национально-освободительного фронта Греции (ЭАМ) состоялись мощные демонстрации — до 200 тыс. человек. Забастовка и демонстрации были вызваны просочившейся информацией о намерении оккупационных властей отправить большое число греческих рабочих на принудительные работы в Германию.
Демонстрации сопровождались столкновениями с полицией и оккупационными войсками, в результате чего погибло 18 человек и около ста получили ранения.
Некоторые участники событий пишут что перед ними предстал А. Эверт, в белом официальном мундире, и, не сумев остановить, демонстрантов, приказал открыть огонь.
Другие участники событий пишут, что они встретили две реакции: «растерянность опешивших оккупантов и фанатическую и бешеную реакцию полиции, во главе которой был А. Эверт».
Однако победа осталась за демонстрантами. Правительство и оккупационные власти поспешили в тот же день заявить, что у них нет намерения провести подобную мобилизацию.
Подобным образом полиция Эверта действовала при подавлении всех последующих выступлений весной и летом 1943 года.

В сентябре 1943 года эмиграционное правительство, через архиепископа Дамаскина, попросило Эверта оказать содействие в эвакуации застрявшего в Греции журналиста ΤΙΜΕS Франка Макаски, что и было сделано Эвертом.
10 октября 1943 года Германское командование Афин издало приказ, согласно которому полицейские власти Греции будут впредь подчиняться Верховному командованию СС в Греции (AASSA), которое за месяц до приказа возглавил Ю. Штроп.
Этим приказом Полиция Афин была подчинена ΚdO (Kommandantur der Ordnungspolizei — Полиция порядка рейха) под командованием полковника (а затем генерала) Германа Франца (Hermann Franz), который стал непосредственным начальником Эверта.

### Праведник мира
Участие А. Эверта в спасении евреев Афин сводится в основном к его участию в треугольнике спасения: архиепископ Дамаскин (свидетельства о крещении), Панайотис Халдезос (реестры муниципалитета) и Эверт (удостоверения личности).
Мария Резан, ставшая в будущем известной журналисткой и радиоведущей писала: «Благодаря Эверту множество […] спаслось. В основном благодаря его фальшивым удостоверениям личности, где в её нижней части фигурировала его подпись. Также как и моя, под именем Мария Фиуми, из Ханья Крит, с тем чтобы место происхождения было далёким и перепроверка была трудной».
Согласно Яд ва-Шему, Эверт и его офицеры «выдали тысячи фальшивых документов».
В некоторых источниках указывается невероятная[нужна атрибуция мнения] цифра выданных 18 тыс. фальшивых удостоверений личности, в книге М. Эверта о своём отце указывается цифра 7500, в то время как большинство исследователей приходят к заключению, что Эверт и его офицеры выдали гонимым евреям 560 фальшивых удостоверений личности.
За участие в спасении евреев Афин А. Эверт был признан впоследствии израильским Яд ва-Шемом Праведником мира.
Вместе с А. Эвертом Яд ва-Шем признал праведниками мира офицеров полиции Димитриса Вранопулоса и Михаила Гликаса.

### Книга Мильтиада Эверта
В 2007 году была издана книга Мильтиада Эверта «Ангелос М. Эверт. Его деятельность в оккупацию из свидетельств протагонистов той эпохи».
Книга представляет Ангелоса Эверта как участника Сопротивления и "одного из основных представителей свободного греческого государства в (оккупированных) Афинах.
За книгой последовали статьи в прессе правой ориентации, под характерными заглавиями «Коллаборационисты ? Какие коллаборационисты ?» и (даже) «Ангел Сопротивления» (игра с именем А. Эверта).
Эти статьи были встречены в штыки левыми организациями и организациями ветеранов Сопротивления, отметивших что спекулируя делом поддельных удостоверений личности, идёт попытка обеливания сотрудничества с нацистами.
И ранее, газета Ризоспастис, орган компартии Греции, напоминала, что в случаях с архиепископом Дамаскином и А. Эвертом, первый стал архиепископом в оккупацию, второй остался на посту начальника полиции столицы. Обоим отдали своё предпочтение немцы, на них рассчитывали англичане, эмиграционное правительствоου и буржуазные политические партии.
Эти организации напоминают что и «Батальоны безопасности» коллаборационистов, были вооружены немцами, финансировались промышленниками и спекулянтами, были сформированы с благословения "демократического"эмиграционного правительства и англичан, и были связаны с полицией А. Эверта.
Клеон Иоаннидис затрагивает вовлечение части полицейских в анархический, согласно характеристики Эверта, ЭАМ:
"ЭАМ остался в сердцах евреев за свои героические акты спасения более 3.000 преследуемых евреев…ЭАМ своими листовками предупредил, что каждый кто предаст скрывающегося еврея будет расстрелян…Были случаи когда христиане и, даже, евреи, предали своих сограждан, в то время как многие полицейские не предавали обнаруженных ими евреев, игнорируя приказы оккупационных властей и следуя приказам динамичных организаций ЭАМ в полиции.
В то время как Эверт без возражений выполнял приказы немецкого командования, рядовые полицейские, следуя установкам ЭАМ, отказывались охранять немецкие военные объекты, после чего изгонялись из полиции, и, попав в чёрный список, были вынуждены уходить в подполье или бежать в горы.

## События 3 декабря 1944 года
После ухода немецких войск из Греции 2 декабря ЭАМ запросило разрешение на проведение митинга протеста 3 декабря 1944 года на площади Синтагматос.
В начале Папандреу дал своё согласие на проведение митинга, однако после вмешательства Скоби и английского посла запретил его.
Герозисис пишет, что в этот момент руководство ЭАМ и компартии пали в западню англичан.
Вместо того чтобы отложить митинг на несколько дней, пока к Афинам подойдут несколько частей ЭЛАС, они настаивали на проведении митинга 3 декабря. Он пишет, что это доказывает отсутствие намерения ЭАМ брать власть и что единственное чего добивались ЭАМ и компартия — создание «честного правительства национального единства»:769.
3 декабря, игнорируя правительственный запрет, сотни тысяч афинян мирно заполнили площадь Синтагматос.
Демонстранты скандировали лозунги «нет новой оккупации», «коллаборационистов к суду», но и «да здравствуют союзники, русские, американцы, англичане»:769.
Совершенно неожиданно, полицейские, расположенные в окружающих зданиях, начали без разбора стрелять в массу людей. Но и после первых убитых и раненных, демонстранты не разбегались, скандируя «убийца Папандреу» и «английский фашизм не пройдёт».
Весть о расстреле мобилизовала людей из рабочих кварталов Афин и ещё 200 тысяч человек подошли к центру города.
Давление этой «сумасшедшей массы» демонстрантов привело в панику полицейских и резня была остановлена.
Подошедшие английские танки взяли их под защиту своих орудий.
В результате расстрела 33 человека были убиты и более 140 ранены.
Никос Фармакис, принадлежавший ультраправой организации «Χ» и принявший участие в расстреле, свидетельствует, что сигнал начала расстрела дал Эверт, размахивая платком из окна Полицейского управления.
Более серьёзным было свидетельство Л. Икономакоса, второго по рангу офицера механизированной части полиции полковника Бурандаса, который был охарактеризован как одиозная и жестокая личность. Получив приказ от Эверта открыть огонь по демонстрантам, Икономакос, вероятно осознав свою ответственность, трижды задал вопрос «на поражение ?», и трижды получил отЭверта ответ «да, на поражение».
Элени Арвелер, известная византинистка и первая женщина ректор университета Сорбонна свидетельствует: «Я стояла перед гостиницей Grand Bretagne, напротив здания парламента. Вижу на крыше парламента полицейских, стреляющих по демонстрантам. Хватаю за руку стоявшего рядом со мной английского офицера и говорю ему на моём слабом английском языке: Видите тех на крыше. Это те же люди, что стреляли в нас при немцах. Англичанин ответил, Yes, I know. Я никогда не забуду его ответ»:158.
4 декабря состоялась назначенная с 2 декабря всеобщая забастовка, и были проведены похороны жертв митинга предыдущего дня.
Церковная служба состоялась в соборном храме Афин, после чего процессия направилась к площади Синтагматос.
В голове процессии выделялся транспарант, на котором было написано: «Когда народ находится перед угрозой тирании он выбирает или цепи или оружие».
Похоронная процессия была также расстреляна членами ультраправой Χ и коллаборационистами собравшихся в центральных гостиницах. До 100 человек было убито и ранено.
Разъярённая толпа которая теперь сопровождалась легко-вооружёнными группами ЭЛАС осадила гостиницу «Митрополис» на площади Омония, намереваясь сжечь её.
Но в момент когда сопротивление коллаборационистов было сломлено и они были готовы сдаться появились английские танки которые вывезли их в район Тисио:7709.
Расстрел полицией мирной демонстрации по приказу Эверта, который в свою очередь действовал согласно приказам Г. Папандреу, ознаменовал начало декабрьских боёв, ставших преддверием гражданской войны.

### Признание Эверта
В атмосфере последовавшей гражданской войны, детали декабрьского расстрела замалчивались и была предпринята попытка возложить ответственность на демонстрантов.
Некоторые дружественные правительству историки, такие как англичанин Крис Вудхауз (Montague Woodhouse, 5th Baron Terrington), утверждали что было не ясно кто первым открыл огонь, полиция, англичане или демонстранты, но этот вопрос сегодня абсолютно прояснён.
14 годами позже, А. Эверт признался в своём интервью газете «Акрополис», что он лично приказал разогнать силой демонстрантов, согласно полученным приказам.
«Я дал приказ, потому что они разрушили бы государство». Согласно свидетельству Эверта, когда голова колонны в 60 тыс. демонстрантов вступила на площадь Синтагма, у полиции был приказ защитить гостиницу «Grande Bretagne», где проживали члены правительства и иностранные миссии и (главное) Управление полиции, Военное министерство и другие публичные объекты.
Согласно Эверту, несмотря на просьбы полиции, демонстранты продолжали двигаться к площади, вынудив полицейский заслон отступить. Однако к 10.30 отступать было уже некуда, произошли первые стычки, несколько полицейских были ранены, у некоторых отняли оружие.
Одновременно демонстранты двинулись к Управлению полиции и когда они подошли на расстояние 30 м от Управления полиция открыла огонь по приказу А. Эверта.
Эверт в своём интервью сослался на соответствующий правительственный приказ разогнать демонстрацию «любыми средствами» но и на самооборону: «…Когда первая угрожающая волна демонстрантов дошла до Управления полиции, обстановка стала опасной. Никакой гарантии о миролюбивых намерениях демонстрантов не могло быть».
Эверт заявлял, что у него были доказательства, что компартия была намерена обострить обстановку до военного столкновения.
Он оправдывал свой приказ, что у него не было никакого сомнения, что если бы полиция продолжила своё толерантное поведение, то возникла был непосредственная опасность занятия (коммунистами) стратегических пунктов столицы. Он заявлял, что «таким был план компартии», то есть занятие этих пунктов, по его заявлению, «безответственными, безоружными и мирными демонстрантами». Он заявил, что в этом случае «государство было бы окончательно разрушено».
В этот момент и основываясь на приказы которые Эверт имел, он приказал «ответственно разогнать силой нападавших демонстрантов», которые «как доказывает убийство одного полицейского были далеко не безоружными».
Пытаясь оправдать своего отца, его сын, Мильтиадис Эверт, впоследствии повторил в своей книге и интервью утверждения отца, делая акцент также на том, что А. Эверт действовал по приказу правительства (после встречи Г. Папандреу с генералом Скоби).
М. Эверт добавляет, что его отец верил, что эти трагические события были результатом хорошо продуманной провокации, ввергшей страну в перипетии гражданской войны. М. Эверт пишет, что «отец верил, что советские не хотели открывать фронт в Греции и, вероятно, по этой причине устроили это дело».

## После освобождения
В период 1951—1955 Эверт возглавил генеральное управление полиции городов.
В 1954 году при передаче дел в министерстве внутренних дел, сдающий дела П. Ликурезос попросил нового министра И. Николициса попращаться со «своими честными сотрудниками». Однако когда Эверт протянул свою руку, Ликурезос демонстративно отвернулся. Инцидент получил огласку и по инициативе оппозиции был обсуждён в парламенте. Несколькими месяцами позже, премьер-министр А. Папагос временно отстранил Эверта от обязанностей по причине его вовлечения в дело иностранных агентов. Несколько позже, 31 января 1955 года, Эверт был вынужден уйти в отставку, поскольку служебный совет наложил на него штраф шестимесячного отстранения от работы по причине дисциплинарных проступков.
А. Эверт умер от сердечной недостаточности 30 декабря 1970 года и был похоронен на следующий день на Первом афинском кладбище.
Его сын, Мильтиадис Эверт, (1939—2011) стал мэром греческой столицы (1986—1989) и председателем партии Новой демократии (1993—1997).

## Награды
За свою многостороннюю деятельность А. Эверт был награждён 13 военными и гражданскими наградами, среди них: Орден Почётного легиона, полученный от президента Франции 3.10. 1949 года и крест Великого командора (Ανώτερος Ταξιάρχης) Ордена Феникса, полученный от короля Греции Павла 1.5.1953 года.